# Ботанічний сад «Поділля»
Ботані́чний сад «Поді́лля» — парк-пам'ятка садово-паркового мистецтва загальнодержавного значення у місті Вінниця.

## Історія
Заснований у 1963 році. Загальна площа — понад 70 га.
Проект розробив вчений-ботанік Паламарчук Анатолій.
Налічує понад 10 000 саджанців граба, понад 700 тисяч дерев і кущів, понад 650 видів рослин. Має дендрарій, де висаджено понад 600 видів дерев і чагарників.
Ботанічний сад розташований у південно-західній частині м. Вінниці, на північному і південному схилах р. Вишні. Входить до зеленого кільця міста разом з музеєм М. І. Пирогова.
Ботанічний сад входить до складу Вінницького Національного аграрного університету і є науково-методичною базою для студентів і науковців. Ботанічний сад «Поділля» займається вивченням рослинних ресурсів Поділля для їхнього раціонального використання і включає такі відділи:
- Дендрарій.
- Типологічний відділ лісів Поділля.
- Помологічний відділ (плодово-ягідних культур).
- Систематичний відділ трав'янистих рослин.
- Відділ декоративних культур.
- Розсадник декоративних і диких плодово-ягідних культур.
- Відділ природознавства і охорони природи.
- Зимовий сад з колекцією субтропічних рослин унікальних для Поділля.

Сьогодні Ботанічний сад — це база для проведення прикладних досліджень у галузях квітникарства, декоративного садівництва, лісівництва та лісомеліорації, фізіології рослин, екології тощо. Він є базою для розробки обласних регіональних програм з озеленення територій, вивчення еколандшафтів Поділля, моніторингу рідкісних і загрожених рослин. Його наявність у структурі університету дозволяє підтримувати тісний зв'язок з заповідними зонами Вінницької області та ботанічними садами України, вести науково-практичну співпрацю з обласною станцією садівництва (с. Медвеже Вушко), Інститутом садівництва НААН та рядом інших установ.
Ботанічний сад розкрив красу й неповторність подільської флори, відобразив досягнення біології і став осередком цілеспрямованої роботи з відтворення рослинних ресурсів області та збагачення їхнього видового складу.
Сьогодні важко повірити, що колишній пустир поблизу музею-садиби М. І. Пирогова на південній околиці міста перетворився на зелену оазу з тінистими алеями, дослідними ділянками, де йде наполеглива робота любителів природи. Нині площа ботанічного саду сягає 51,1 га, де успішно зростає близько 20 лісових асоціацій, що моделюють типи подільських дібров, а також дендрологічна ділянка з розсадником, патологічний відділ, відділ квітництва та лікарських рослин. Особливу цінність мають унікальні асоціації псевдотсуги, платану, берези, букові, соснові, ялинові.
У «дендрарії», який є серцем ботанічного саду, висаджено колекції багатьох видів дерев і чагарників. Рослини цих колекцій дають насіння та черенки, що висаджуються у парниках і зимовому саду для наступної реалізації — серед населення, підприємств і на території ботсаду.

## Колекція дендрарію
- береза — паперова, чорна, біла, китайська, вишнева, даурська, плосколиста та ін.;
- ліщина — звичайна, маньчжурська, горіх ведмежий;
- дуб — червоний, черешчатий, зимовий, пірамідальний, турецький, болотний та ін.;
- бук — західний, червонолистий, золотистий;
- бобові — акація біла, рожева, жовта, аморра, софора японська, церціс європейський;
- хвойні — ялівець, кипарисовик, туя, сосна, ялина, ялиця та ін.;
- клен — лжеплатановий, татарський, гостролистий, польовий;
- каштан — кінський, жовтий, рожевий;
- липа — чорна, мілколиста, кримська, кавказька, войлочна, сріблиста;
- горіх — скельний[en], волоський, чорний, серцеплідний;
- глід — безколючковий, Максимовича, перистонадрізний, опахаловидний;
- бузок — Мрія, Людвиг Шпейг, Тарас Шевченко, Валентина Терешкова, Дружба, Леся Українка, Міраж, Тарас Бульба — всього 56 сортів;
- барбарис — Тунберґа, корейський, зеленкуватий;
- чубушник — пекінський, Лемуана;
- горобина — крупноплідна, плакуча, тополевидна, аронія;
- спірея — Ван-Гутта, Бумальда, Біларда, японська, березолиста;
- дейція — Шнейдера, рожева, шершава;
- вейгела — Ідеал, Королівська, гібридна, квітуча;
- жимолость — золотиста, Тельмана, японська, каприфоль;
- сніжноягідник — звичайний, білий, кістяний, пурпурний;
- ясен — звичайний, гостролистий, пухнастий, пенсильванський;
- насадження айви японської, бирючини, форзиції, тамарикса, калини бульденеж, платану, тюльпанного дерева, обліпихи, кольквіції приємної.

Догляд за дендрарієм здійснює майстер Шпак Г. О., а завдяки зусиллям майстра-квітникаря Воронової Н. П. задовільняється попит населення на розсаду квітів, відбувається озеленення території університету й ботсаду.
Вирощуються такі квіти, як агератум, айстра, аліссум, бегонія, жоржина, лаватера, петунія, сальвія, чорнобривці, гвоздика турецька, рудбекія, цинія, півники, канни, примула ґрунтова, функії, хризантема.
На сьогодні збережено і функціонує зимовий сад площею 360 м². Він є цікавим наочним посібником для вивчення рослин закритого ґрунту, до яких належать алое, агава, аспідістра, аукуба, бегонія, амариліс, герань, драцена, епіфілюм, пальма (віялова, фінікова), юкка, папороть, пеларгонія, плющ, самшит, фатсія, філодендрон, ціперус, лимон, троянда, олеандр, гібіскус та колекція кактусів.
Крім того, створено ділянку лікарських рослин (цією справою займається майстер Метла А. П.). Лікарські рослини підсаджуються і висіваються в лісових асоціаціях, реалізуються населенню. З метою їх вивчення проводяться екскурсії для студентів, школярів та ін. Площа відділу лікарських рослин 0,8 га. На ній зростає понад 40 видів, серед них — бадан товстолистий, ісоп, чистець, шавлія, гірчак зміїний, наперстянка, великоголовник, синюха блакитна, ревінь, лапчатка срібляста, нагідки лікарські, звіробій, ехінацея, золотарник, першоцвіт, меліса лікарська, козлятник лікарський, ромашка долматська, горицвіт весняний, купена лікарська, рута, оман високий, м‘ята перцева, ромашка лікарська, дрок красильний, валеріана лікарська, лимонник китайський, головач аруглоголовий, пижмо.
На території ботанічного саду функціонують такі дослідні ділянки агрономічного факультету ВНАУ:
- дослідні ділянки кафедри селекції й насінництва с/г культур, де досліджують створення екологоадаптованих сортів сої та інших цінних зернових культур;
- дослідні ділянки кафедри рослинництва та технології, де здійснюють дослідження самозапилених ліній кукурудзи для створення нових гібридів, придатних для механізованого вирощування і збирання.
- дослідні ділянки пшениці, жита, ячменю та ін.;
- дослідні ділянки кафедри плодівництва, овочівництва, технології зберігання і перероблення с/г продукції, на яких досліджуються технології вирощування овочевих культур.

Працівниками ботанічного саду проводиться черенкування й вирощування насіння хвойних культур (ялівця, туї, ялини, кипарису), а також листяних порід (кизилу, барбарису, дейції, форзиції, спіреї, древогубця, жимолості, магонії, магнолії, бузку) та ін. Серед саджанців цих рослин є однорічні, дворічні та трирічні — усі вони йдуть на реалізацію.
У 2005 році започатковано створення молодого яблуневого саду на низькорослих підщепах, що планується завершити у 2006 році. Висаджуються такі сорти яблунь, як Новомак, Джокагал, Айдаред, Глостер, Ельстар, Флоріна, ренет Симиренка, Голден делішес, Спартам. Цей сад створюється з ініціативи ректора ВНАУ Л. П. Середи зусиллями співробітників агрономічного факультету й ботанічного саду.
З 1977 року ботанічний сад ВНАУ заслужено входить у число державних парків — пам'яток садово-паркового мистецтва, оскільки він справді є унікальним витвором людської невтомної праці й наполегливості, результатом новаторського підходу у вирішенні важливих завдань з примноження багатств нашої природної скарбниці.

## Галерея

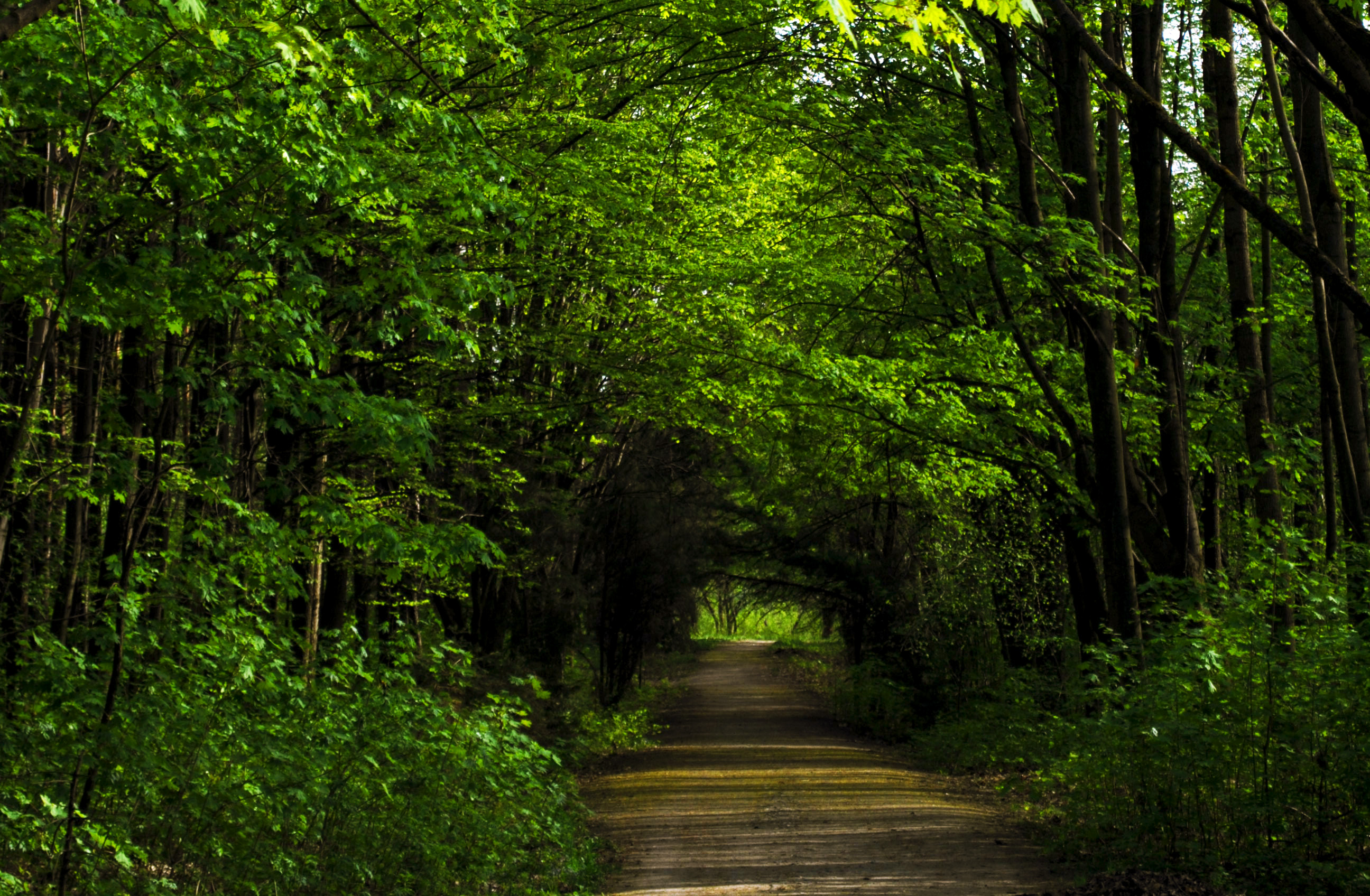
Доріжка в саду
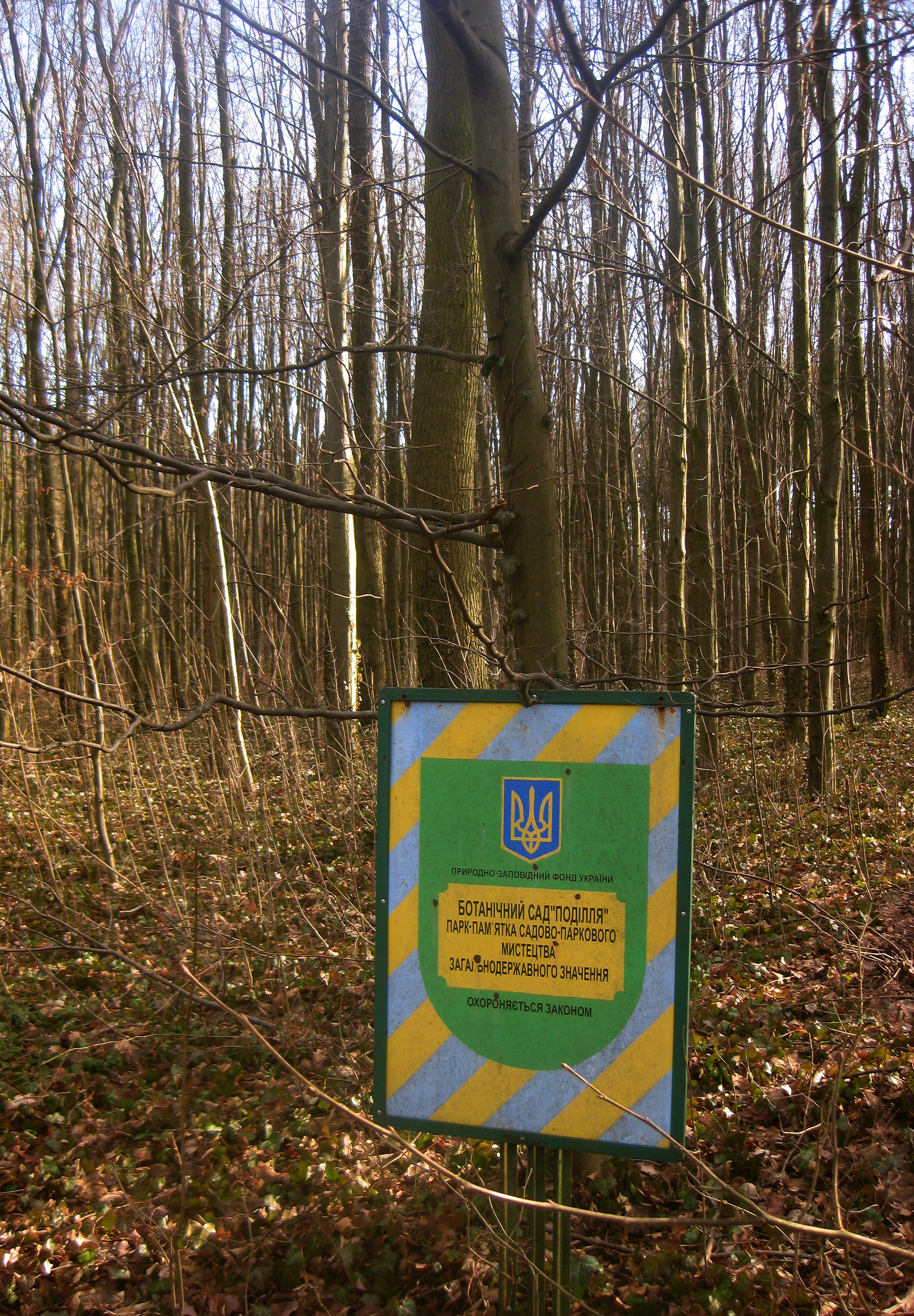
Табличка ботанічного саду
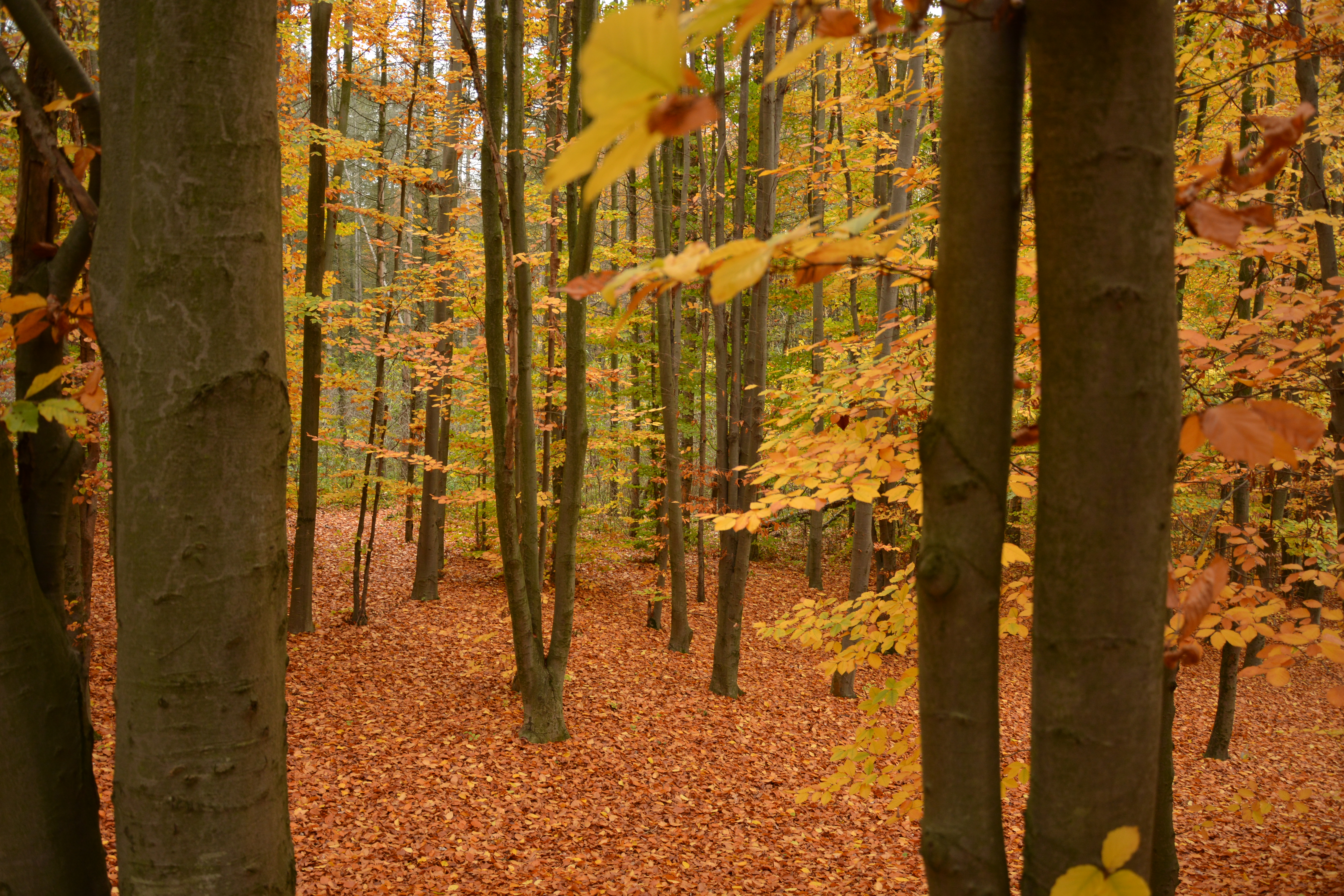
Ботанічний сад восени
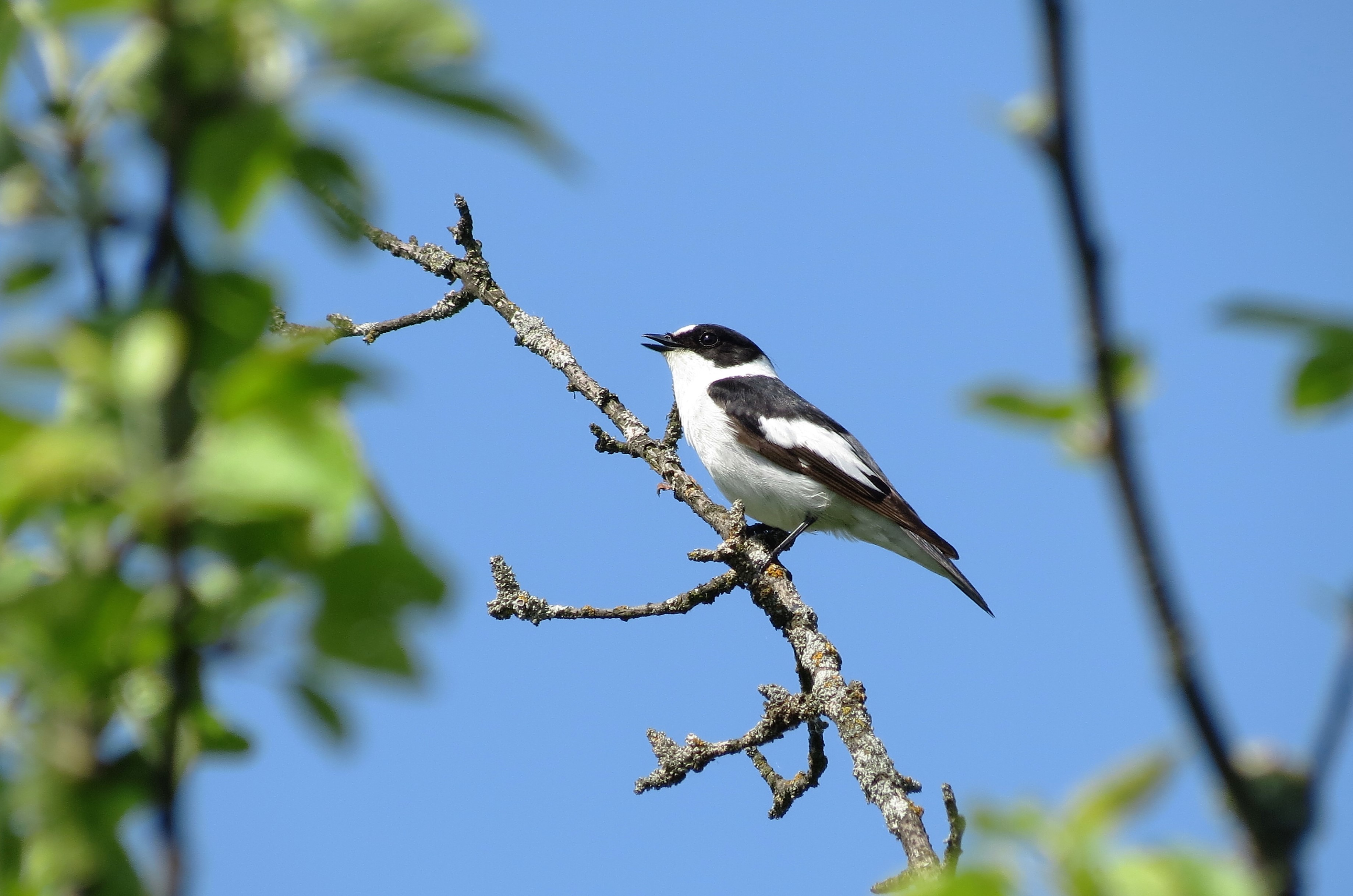
Мухоловка білошия
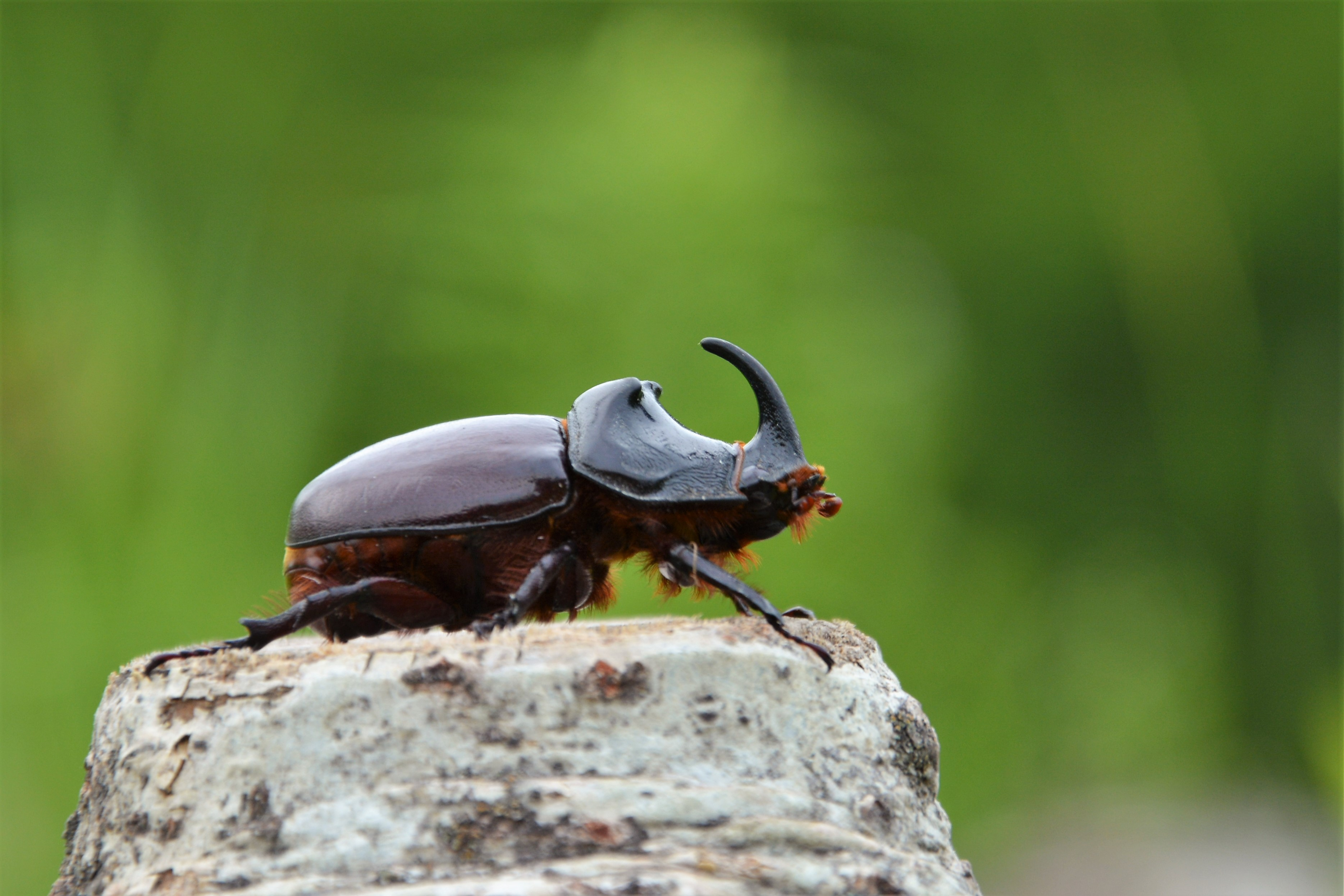
Жук-носоріг
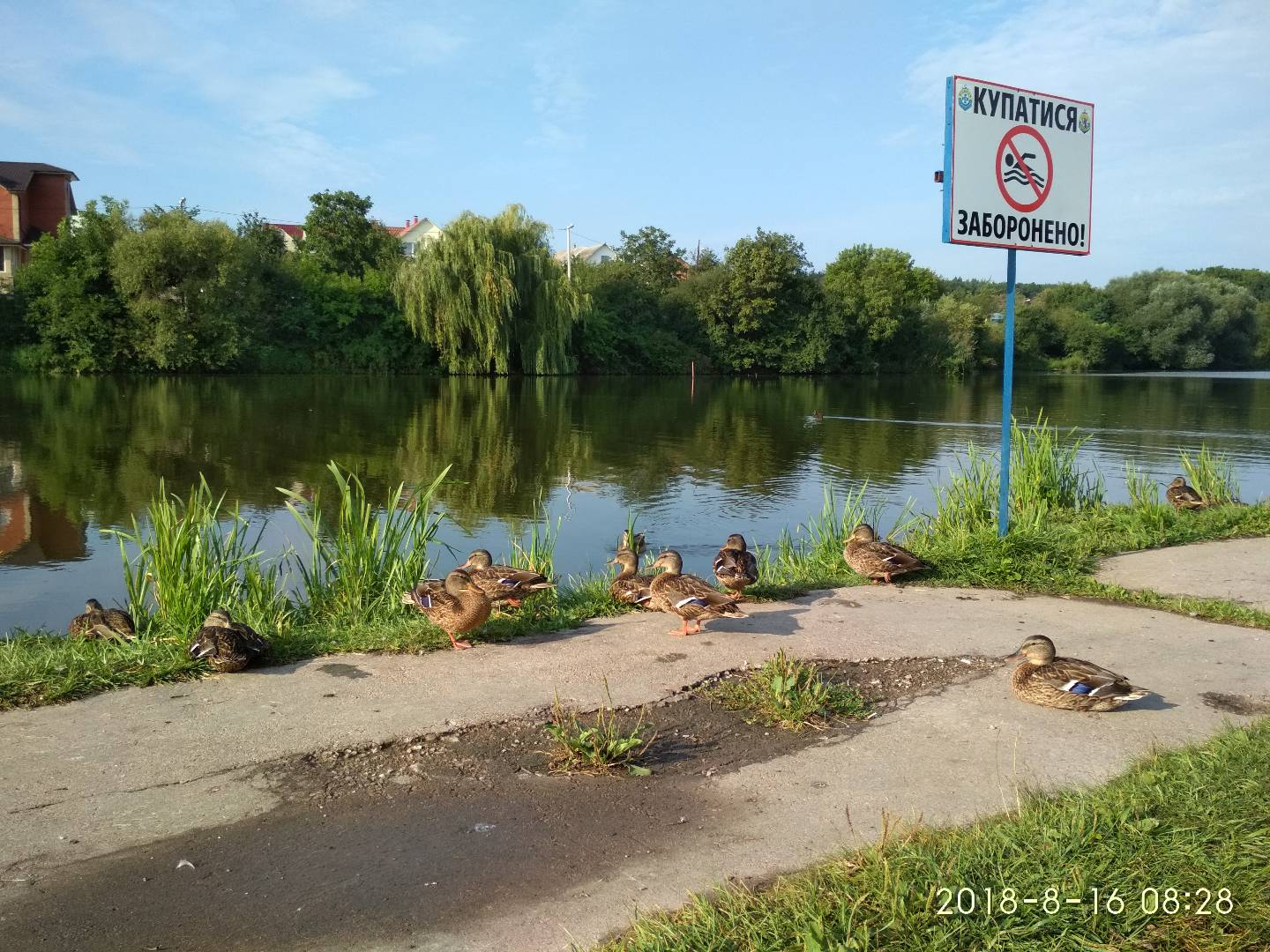
Водойма ботанічного саду та качки на березі